# 큐브 엔터테인먼트의 음반
이 문서는 큐브 엔터테인먼트에서 발매한 음반 목록에 대해서 다룬다.

## 2000년대
- 2005년 5월 26일 에디 신 - Just My Way
- 2006년 10월 23일 에디 신 - 사랑, 스무 살
- 2007년 2월 9일 에디 신 - [Digital Single] 사랑을 놓치다
- 2008년 4월 18일 마리오 - [Digital Single] Mario
- 2008년 6월 18일 마리오 - [Digital Single] Mario, Crown J - Good Bye
- 2008년 9월 5일 마리오 - [Digital Single] 난 너에게
- 2008년 10월 20일 마리오 - Time To Mario
- 2008년 12월 12일 마리오 - [Digital Single] 슈퍼맨
- 2009년 2월 27일 에디 신 - [Digital Single] Over[1]
- 2009년 4월 2일 AJ - FIRST EPISODE A NEW HERO[2]
- 2009년 6월 15일 포미닛 - [Digital Single] Hot Issue
- 2009년 8월 25일 마리오 - [Digital Single] COLOR Chocolate[3]
- 2009년 8월 28일 포미닛 - For Muzik
- 2009년 10월 7일 현아 - [Digital Single] 두근두근 Tomorrow[4]
- 2009년 10월 14일 비스트 - BEAST IS THE B2ST
- 2009년 11월 26일 노지훈 - [Digital Single] 세상과 바꿀 너였는데
- 2009년 12월 2일 포미닛 - [Digital Single] 징글징글
- 2009년 12월 28일 비스트 - [Digital Single] Crazy

## 2010년대
- 2010년 1월 4일 현아 - [Digital Single] Change
- 2010년 2월 10일 현아 - [Digital Single] Love Parade[5]
- 2010년 3월 1일 비스트 - SHOCK OF THE NEW ERA
- 2010년 4월 14일 포미닛 - 개인의 취향 OST Part.3
- 2010년 4월 16일 현아 - [Digital Single] 201004 (E-Tribe Project Album)[6]
- 2010년 4월 29일 비스트 - [Digital Single] Easy
- 2010년 5월 19일 포미닛 - Hit Your Heart
- 2010년 7월 5일 G.NA - [Digital Single] 애인이 생기면 하고 싶은 일
- 2010년 7월 8일 포미닛 - [Japan Digital Single] Muzik
- 2010년 7월 14일 G.NA - Draw G`s First Breath
- 2010년 7월 19일 포미닛 - [Digital Single] Super Star
- 2010년 9월 1일 G.NA - 키스해줄래 (장난스런 키스 OST Part.1)[7]
- 2010년 9월 10일 비스트 - Light Go On Again
- 2010년 9월 17일 비스트 - [Digital Single] 주먹을 꽉 쥐고
- 2010년 9월 28일 비스트 - Mastermind
- 2010년 10월 5일 일레븐 메디컬 사운드 - [Digital Single] First Natural Sound
- 2010년 10월 11일 포미닛 - I My Me Mine
- 2010년 10월 15일 G.NA - [Digital Single] Group Of 20
- 2010년 11월 10일 현아, G.NA - Together Forever Vol.1
- 2010년 11월 11일 포미닛 - 지구대표 롤링스타즈 OST
- 2010년 11월 29일 양요섭 - [Digital Single] 첫 눈 그리고 첫 키스[8]
- 2010년 12월 2일 비스트 - 몽땅 내사랑 OST Part.1
- 2010년 12월 13일 일레븐 메디컬 사운드 - [Digital Single] White Christmas
- 2010년 12월 16일 포미닛 - First/Dreams Come True (Standard Ver.)
- 2010년 12월 17일 손동운 - [Digital Single] 우동[9]
- 2010년 12월 21일 비스트 - My Story
- 2011년 1월 11일 G.NA - [Digital Single] 처음 뵙겠습니다
- 2011년 1월 18일 G.NA - Black & White
- 2011년 1월 25일 포미닛 - DIAMOND
- 2011년 3월 14일 비스트 - [Digital Single] 무지개 (후쿠야마 마사하루 리메이크)
- 2011년 3월 17일 G.NA - [Digital Single] Milk Tea (후쿠야마 마사하루 리메이크)
- 2011년 3월 29일 포미닛 - Heart To Heart[10]
- 2011년 4월 5일 포미닛 - 4Minutes Left
- 2011년 4월 29일 of 비스트 - [Digital Single] 슈퍼마켓 - the Half (신사동호랭이 프로젝트앨범)[11]
- 2011년 5월 11일 G.NA - 최고의 사랑 OST Part.2
- 2011년 5월 12일 비스트 - [Digital Single] 비가 오는 날엔
- 2011년 5월 12일 G.NA - [Digital Single] Count On Me[12]
- 2011년 5월 17일 비스트 - Fiction And Fact
- 2011년 6월 7일 곽승남 - [Digital Single] 인디고 시즌 2
- 2011년 6월 30일 현아 - [Digital Single] A Bitter Day
- 2011년 7월 5일 현아 - Bubble Pop!
- 2011년 7월 14일 이기광 - [Digital Single] Break Up[13]
- 2011년 7월 19일 비스트 - [Japan Digital Single] Shock (Japanese Ver.)
- 2011년 7월 20일 포미닛, 비스트, G.NA - [Digital Single] Fly So High
- 2011년 8월 4일 포미닛 - [Digital Single] Freestyle
- 2011년 8월 23일 G.NA - Top Girl
- 2011년 9월 27일 양요섭 - 포세이돈 OST Part.1
- 2011년 10월 25일 비스트 - SO BEAST
- 2011년 10월 25일 용준형 - [Digital Single] Be Quiet[14]
- 2011년 10월 25일 허가윤 - 포세이돈 OST Part.4
- 2011년 11월 17일 비스트 - 나도 꽃 OST Part.1
- 2011년 12월 1일 트러블 메이커 - Trouble Maker
- 2011년 12월 7일 포미닛 - [Japan Digital Single] Ready Go
- 2012년 1월 26일 비스트 - [Digital Single] 이럴 줄 알았어
- 2012년 2월 3일 비스트 - [Digital Single] 너 없이 사는 것도
- 2012년 2월 28일 일레븐 메디컬 사운드 - [Digital Single] ..더라면
- 2012년 3월 14일 양요섭 - [Digital Single]`A CUBE`FOR SEASON # GREEN[15]
- 2012년 3월 21일 비투비 - [Digital Single] 비밀 (Insane)
- 2012년 4월 3일 비투비 - Born TO Beat
- 2012년 4월 9일 포미닛 - Volume Up
- 2012년 4월 24일 손동운 - [Digital Single] 슈퍼마켓 - another Half (신사동호랭이 프로젝트앨범 Part.2)
- 2012년 5월 3일 비투비 - [Digital Single] 아버지
- 2012년 5월 22일 G.NA - Bloom
- 2012년 5월 23일 비투비 - Born TO Beat (Asia Special Edition)
- 2012년 6월 11일 비스트 - [Digital Single] 미운사람 - 빅 OST
- 2012년 7월 9일 허가윤, 양요섭, G.NA, 이창섭 - 2012 희망로드대장정 OST Part.1
- 2012년 7월 12일 비투비 - [Digital Single] 사랑병[16]
- 2012년 7월 15일 비스트 - [Digital Single] Midnight (별 헤는 밤)
- 2012년 7월 22일 비스트 - Midnight Sun
- 2012년 8월 30일 포미닛 - [Digital Single] 신사동호랭이 프로젝트앨범 슈퍼마켓
- 2012년 8월 30일 G.NA - 천번째 남자 OST Part.3
- 2012년 9월 12일 비투비 - Press Play
- 2012년 9월 21일 G.NA - [English Digital Single] Oui
- 2012년 10월 21일 현아 - MELTING
- 2012년 11월 7일 노지훈 - The Next Big Thing
- 2012년 11월 9일 G.NA - [Digital Single] 신사동호랭이 프로젝트앨범 슈퍼마켓 Part.5
- 2012년 11월 9일 일레븐 메디컬 사운드 - [Digital Single] 가지마 가지마
- 2012년 11월 16일 허가윤 - [Digital Single] 내사랑 내곁에
- 2012년 11월 26일 양요섭 - The First Collage
- 2012년 12월 4일 포미닛 - 학교 2013 OST Part.1
- 2012년 12월 13일 G.NA - DOKKUN Project Part.2[17]
- 2013년 1월 3일 장현승 - [Digital Single]`A CUBE`FOR SEASON # WHITE[18]
- 2013년 1월 3일 전지윤 - [Digital Single] 사랑과 우정사이
- 2013년 1월 17일 투윤 - Harvest Moon
- 2013년 2월 21일 용준형 - [Digital Single] 어이없네[19]
- 2013년 2월 25일 용준형 - [Digital Single] 어이없네 (욕이씀 Ver.)[20]
- 2013년 2월 27일 비스트 - 아이리스 2 OST Part.3
- 2013년 3월 14일 G.NA - Beautiful Kisses
- 2013년 3월 14일 M4M - [China Digital Single] Sadness
- 2013년 3월 17일 M4M - Mystical Formula
- 2013년 4월 10일 비투비 - [Digital Single] 두 번째 고백
- 2013년 4월 15일 김기리 - [Digital Single] 패션시티[21]
- 2013년 4월 26일 포미닛 - Name Is 4Minute
- 2013년 5월 1일 비스트, 비투비 - 남자가 사랑할 때 OST Part.4
- 2013년 5월 17일 용준형, 비투비 - 몬스타 OST Part.1[22]
- 2013년 5월 24일 용준형, 비투비 - 몬스타 OST Part.2
- 2013년 5월 29일 비스트 - [Digital Single] 괜찮겠니
- 2013년 6월 14일 신지훈 - 출생의 비밀 OST Part.2
- 2013년 6월 15일 비스트 - [Digital Single] I'm Sorry
- 2013년 6월 28일 포미닛 - [Digital Single] 물 좋아?
- 2013년 7월 3일 G.NA - [Digital Single] 짝 OST Part.1
- 2013년 7월 13일 용준형, 비투비 - 몬스타 OST Part.7
- 2013년 7월 19일 비스트 - Hard to love, How to love
- 2013년 9월 9일 비투비 - 스릴러
- 2013년 9월 13일 일레븐 메디컬 사운드 - [Digital Single] The Artist Diary Project Part.4
- 2013년 10월 16일 신지훈 - [Digital Single] Right There
- 2013년 10월 28일 트러블 메이커 - Chemistry
- 2013년 11월 7일 오예리 - [Digital Single] 너 때문에
- 2013년 11월 22일 신지훈 - [Digital Single] 아프고 아프다
- 2013년 11월 22일 전지윤, 남지현 - 러브포텐-순정의 시대 OST Part.1
- 2013년 12월 3일 유나이티드 큐브 - [Digital Single] 크리스마스 노래
- 2013년 12월 6일 G.NA - 러브포텐 - 순정의 시대 OST Part.3
- 2013년 12월 13일 용준형 - Flower
- 2013년 12월 20일 트러블 메이커, G.NA - [Digital Single] Smile Again[23]
- 2014년 1월 2일 비 - Rain Effect
- 2014년 1월 6일 허가윤, 양요섭, 서은광, 신지훈 - [Digital Single] 작은 달[24]
- 2014년 1월 20일 포미닛 - [Digital Single] 살만 찌고
- 2014년 2월 4일 노지훈 - [Digital Single] 너를 노래해
- 2014년 2월 7일 비 - Rain Effect - Special Edition
- 2014년 2월 17일 비투비 - 뛰뛰빵빵
- 2014년 3월 5일 정은지 - 쓰리데이즈 OST Part.2
- 2014년 3월 17일 포미닛 - 4MINUTE WORLD
- 2014년 3월 28일 비스트 - [Japan Digital Single] Adrenalie
- 2014년 5월 2일 신지훈 - [Digital Single] 해피엔딩
- 2014년 5월 12일 G.NA - [Digital Single] 예쁜 속옷
- 2014년 6월 3일 서은광 - [Digital Single] Cube Voice Project Part.2
- 2014년 6월 10일 비스트 - [Digital Single] 이젠 아니야
- 2014년 6월 16일 비스트 - Good Luck
- 2014년 7월 11일 전지윤 - [Digital Single] 소울메이트[25]
- 2014년 7월 28일 현아 - A Talk
- 2014년 8월 8일 G.NA, 일레븐 메디컬 사운드 - [Digital Single] Miracle[26]
- 2014년 9월 2일 신지훈 - [Digital Single] 울보
- 2014년 9월 18일 G.NA - [Digital Single] 우리
- 2014년 9월 25일 육성재, 오승희 - 아홉수 소년 OST Part.4[27]
- 2014년 9월 29일 비투비 - Move
- 2014년 9월 29일 허가윤, 양요섭 - MBC 월화 특별 기획 `야경꾼 일지` OST Part.4
- 2014년 10월 13일 G.NA - MBC 월화 특별 기획 `야경꾼 일지` OST Part.5
- 2014년 10월 20일 비스트 - Time
- 2014년 11월 22일 비투비 - [Japan Digital Single] WOW
- 2014년 12월 21일 비투비 - The Winter's Tale
- 2015년 1월 26일 포미닛 - [Digital Single] 추운 비[28]
- 2015년 2월 9일 포미닛 - Crazy
- 2015년 2월 20일 권소현, G NA - [Digital Single] 형돈이와 대준이의 히트제조기 Part.3[29]
- 2015년 3월 19일 CLC - 첫사랑
- 2015년 3월 25일 비투비 - [Japan Digital Single] 未來 ~あした~ (미래)
- 2015년 4월 16일 CLC - [Digital Single] Eighteen[30]
- 2015년 4월 20일 비스트 - [Japan Digital Single] Hands Up
- 2015년 5월 8일 장현승 - MY
- 2015년 5월 28일 CLC - Question
- 2015년 6월 2일 육성재 - [Digital Single] A Cube For Season (Blue Season 2)[31]
- 2015년 6월 16일 육성재 - 후아유 - 학교 2015 OST Part.8
- 2015년 6월 17일 CLC - [Digital Single] 주문을 외울게 (수신학원 아르피엘 아이린 테마송)
- 2015년 6월 29일 비투비 - Complete
- 2015년 7월 20일 비스트 - [Digital Single] 일하러 가야 돼
- 2015년 7월 27일 비스트 - ORDINARY
- 2015년 7월 30일 육성재 - 밤을 걷는 선비 OST Part.3
- 2015년 8월 19일 비투비 - [Japan Digital Single] 夏色 MY GIRL (여름빛 MY GIRL)
- 2015년 8월 19일 용준형, 허가윤 - 용팔이 OST - Part.2
- 2015년 8월 20일 G.NA - 밤을 걷는 선비 OST Part.4
- 2015년 8월 21일 현아 - 에이플러스(A+)
- 2015년 8월 27일 비스트 - 밤을 걷는 선비 OST Part.5
- 2015년 9월 16일 노지훈 - 감
- 2015년 10월 12일 비투비 - I Mean
- 2015년 11월 25일 오예리 - [Digital Single] Queen
- 2015년 11월 26일 비투비 - 달콤살벌 패밀리 OST Part.1
- 2015년 11월 26일 CLC - [Digital Single] 지금은 연구중 (수신학원 아르피엘 루 테마송)
- 2015년 12월 17일 이민혁 - 달콤살벌 패밀리 OST Part.3[32]
- 2015년 12월 17일 권은빈, 전소연, 이윤서 - [Digital Single] PICK ME[33]
- 2016년 2월 1일 포미닛 - Act.7
- 2016년 2월 15일 CLC - 초코뱅크 (네이버 웹드라마) OST Part.1
- 2016년 2월 16일 비투비 - 애니메이션 텔레몬스터 OST
- 2016년 2월 24일 비투비 - [Japan Digital Single] Dear Bride (신부에게)
- 2016년 2월 29일 CLC - Refresh
- 2016년 3월 10일 양요섭 - [Digital Single] 이야기[34]
- 2016년 3월 19일 전소연, 권은빈 - 35 Girls 5 Concepts[35]
- 2016년 3월 28일 비투비 - Remember That
- 2016년 4월 16일 육성재 - [Digital Single] 어린애[36]
- 2016년 4월 27일 용준형 - [Digital Single] 이 노래가 끝나면[37]
- 2016년 5월 24일 신지훈 - [Digital Single] 정글짐
- 2016년 5월 30일 CLC - NU.CLEAR
- 2016년 6월 7일 서은광, 이창섭 - [Digital Single] 손끝의 사랑[38]
- 2016년 6월 15일 비투비 - [Japan Digital Single] L.U.V
- 2016년 6월 27일 비스트 - [Digital Single] Butterfly[39]
- 2016년 7월 4일 비스트 - Highlight
- 2016년 7월 4일 이창섭, 엘키 - [Digital Single] 연극이 끝나고 난 뒤
- 2016년 7월 9일 펜타곤 - [Digital Single] 젊어
- 2016년 8월 1일 현아 - A`wesome
- 2016년 8월 3일 허경환 - [Digital Single] 소중한 걸 (Girl)
- 2016년 8월 6일 비투비 - [Digital Single] 여행가고싶어
- 2016년 8월 12일 비투비 - 신데렐라와 네 명의 기사 OST Part.1
- 2016년 8월 20일 전소연 - 언프리티 랩스타 3 Track 3[40]
- 2016년 8월 24일 오승희 - [Digital Single] 아이돌보컬리그 - 걸스피릿 EPISODE 06[41]
- 2016년 9월 17일 전소연 - 언프리티 랩스타 3 1차 공연[42]
- 2016년 9월 19일 비투비-블루 - [Digital Single] Stand By Me
- 2016년 9월 24일 전소연 - 언프리티 랩스타 3 1차 공연 & Semi Final[43]
- 2016년 10월 10일 펜타곤 - Pentagon
- 2016년 11월 7일 비투비 - New Man
- 2016년 12월 7일 비투비 - 24/7
- 2016년 12월 7일 펜타곤 - Five Senses
- 2016년 12월 15일 비투비 - 더 미라클 OST Part.3
- 2016년 12월 16일 유나이티드 큐브 - [Digital Single] 2016 United Cube Project Part.1
- 2016년 12월 22일 후이, 진호 - [Digital Single] 2016 United Cube Project Part.2
- 2016년 12월 26일 육성재 - [Digital Single] 봄에 오면 괴롭힐 거예요[44]
- 2017년 1월 17일 CLC - CRYSTYLE
- 2017년 2월 24일 비투비 - [Digital Single] 언젠가 (Someday)[45]
- 2017년 3월 6일 비투비 - Feel'eM
- 2017년 3월 9일 라이관린, 유선호 - [Digital Single] 나야 나 (PICK ME)[46]
- 2017년 3월 19일 임현식 - [Digital Single] 싱포유 - 일곱번째이야기 체인지[47]
- 2017년 3월 29일 펜타곤 - [Japan] Gorilla
- 2017년 4월 1일 오예리 - [Digital Single] This Is Love
- 2017년 4월 24일 이창섭 - [Digital Single] Piece Of BTOB Vol.1
- 2017년 5월 1일 트리플 H - 199X
- 2017년 5월 6일 라이관린, 유선호 - [Digital Single] 나야 나 (PICK ME) (Piano Ver.)[46]
- 2017년 5월 18일 펜타곤 - [Digital Single] Beautiful
- 2017년 5월 30일 정일훈 - [Digital Single] Piece Of BTOB Vol.2
- 2017년 6월 3일 라이관린, 유선호 - [Digital Single] PRODUCE 101 - 35 Boys 5 Concepts[48]
- 2017년 6월 12일 서은광, 임현식, 육성재 - 쌈, 마이웨이 OST Part.4
- 2017년 6월 12일 펜타곤 - Ceremony
- 2017년 6월 17일 라이관린, 유선호 - [Digital Single] PRODUCE 101 - FINAL[49]
- 2017년 6월 27일 프니엘 - [Digital Single] Piece Of BTOB Vol.3
- 2017년 7월 24일 임현식 - [Digital Single] Piece Of BTOB Vol.4
- 2017년 7월 27일 장현승 - [Digital Single] Home
- 2017년 8월 3일 CLC - FREE'SM
- 2017년 8월 10일 이민혁 - [Digital Single] Piece Of BTOB Vol.5
- 2017년 8월 13일 육성재, 프니엘, 정일훈, 이민혁 - [Digital Single] 판타스틱 듀오 2 Part.11[50]
- 2017년 8월 22일 이창섭 - 내 사람친구의 연애 OST Part.1
- 2017년 8월 24일 정일훈 - [Digital Single] 배시시[51]
- 2017년 8월 29일 현아 - Follwing[52]
- 2017년 8월 30일 비투비 - [Japan Digital Single] Brand new days ～どんな未来を(어떤 미래를)～
- 2017년 8월 30일 육성재 - [Digital Single] Piece Of BTOB Vol.6
- 2017년 9월 6일 펜타곤 - DEMO_01
- 2017년 9월 19일 서은광 - [Digital Single] Piece Of BTOB Vol.7
- 2017년 10월 13일 이주현 - [Digital Single] THE UNI+ 마이턴 (My Turn)[53]
- 2017년 10월 16일 비투비 - Brother Act.
- 2017년 10월 27일 이주현 - [Digital Single] THE UNI+ Shine[54]
- 2017년 11월 5일 전소연 - [Digital Single] Jelly[55]
- 2017년 11월 14일 펜타곤 - [Digital Single] 머물러줘[56]
- 2017년 11월 22일 펜타곤 - DEMO_02
- 2017년 12월 4일 현아 - [Digital Single] Lip & Hip
- 2017년 12월 17일 후이 - 나쁜 녀석들:악의 도시 OST Part.1
- 2018년 1월 5일 조우찬 - [Digital Single] OGZ[57]
- 2018년 1월 10일 조권 - [Digital Single] 새벽
- 2018년 1월 17일 펜타곤 - [Japan] VIOLET
- 2018년 1월 20일 이주현 - [Digital Single] THE UNI+ G STEP 1
- 2018년 2월 1일 CLC - [Digital Single] To The Shy[58]
- 2018년 2월 22일 CLC - Black Dress
- 2018년 2월 27일 서은광 - [Digital Single] 노래방에서[44]
- 2018년 2월 28일 전소연 - [Digital Single] 아이들 쏭[59]
- 2018년 3월 8일 정일훈 - Big Wave
- 2018년 3월 22일 서은광 - [Digital Single] 봄을 꿈꾸다 (겨울잠)
- 2018년 4월 2일 펜타곤 - Positive
- 2018년 4월 9일 이창섭 - 시를 잊은 그대에게 OST Part.5
- 2018년 4월 11일 유선호 - 봄, 선호
- 2018년 4월 16일 비투비 - [Digital Single] 투유 프로젝트 - 슈가맨2 Part.13[60]
- 2018년 5월 2일 (여자)아이들 - I Am
- 2018년 5월 5일 후이 - [Digital Single] 브레이커스 Part.3
- 2018년 5월 10일 서은광,이창섭 - 소란한 하루
- 2018년 5월 10일 한초원 - [Digital Single] 내꺼야 (Pick Me)[61]
- 2018년 5월 26일 후이 - [Digital Single] 브레이커스 Part.5[62]
- 2018년 6월 2일 후이 - [Digital Single] 브레이커스 Semi Final
- 2018년 6월 9일 후이 - [Digital Single] 브레이커스 Final
- 2018년 6월 11일 비투비 - [Digital Single] The Feeling[63]
- 2018년 6월 12일 후이 - 멈추고 싶은 순간 : 어바웃타임 OST Part. 3
- 2018년 6월 17일 유나이티드 큐브 - ONE
- 2018년 6월 18일 비투비 - THIS IS US
- 2018년 6월 27일 진호 - 김비서가 왜 그럴까 OST Part.4[64]
- 2018년 7월 8일 임현식 - [Digital Single] 비오는 압구정[65]
- 2018년 7월 11일 서은광 - [Digital Single] 한번만 보자[66]
- 2018년 7월 15일 가을로 가는 기차 - [Digital Single] 비 오는 날의 수채화
- 2018년 7월 18일 트리플 H - RETRO FUTURE
- 2018년 7월 24일 후이, 우석 - 개가수 프로듀서 - 스트리밍[67]
- 2018년 7월 25일 이민혁 - Summer Diary
- 2018년 8월 2일 비투비-블루 - [Digital Single] 비가 내리면
- 2018년 8월 14일 (여자)아이들 - [Digital Single] 한(一)
- 2018년 8월 29일 펜타곤 - [Japan] SHINE
- 2018년 9월 6일 육성재 - [Digital Single] Your BGM Vol.2
- 2018년 9월 10일 펜타곤 - Thumbs_Up!
- 2018년 9월 17일 이창섭 - 러블리 호러블리 OST Part.5
- 2018년 9월 28일 전소연 - [Digital Single] Wow Thing[68]
- 2018년 10월 23일 비투비 - [Digital Single] Friend[69]
- 2018년 11월 4일 (여자)아이들 - [Digital Single] Pop/Stars[70]
- 2018년 11월 5일 가을로 가는 기차 - [Digital Single] 네가 있던 계절
- 2018년 11월 12일 비투비 - HOUR MOMENT
- 2018년 11월 19일 (여자)아이들 - [Digital Single] 달려!
- 2018년 11월 23일 엘키 - [Digital Single] I Dream
- 2018년 12월 11일 이창섭 - Mark
- 2019년 1월 15일 이민혁 - HUTAZONE
- 2019년 1월 30일 CLC - No.1
- 2019년 2월 9일 (여자)아이들 - [Digital Single] 달려! (Relay):Remixes
- 2019년 2월 21일 정일훈 - [Digital Single] Spoiler(Feat. Babylon)
- 2019년 2월 25일 가을로 가는 기차 - [Digital Single] 다시 이별
- 2019년 2월 26일 (여자)아이들 - I MADE
- 2019년 3월 11일 우석 X 관린 - 9801
- 2019년 3월 23일 진호,후이, 키노 - 온더캠퍼스 OST  Part.1
- 2019년 3월 27일 펜타곤 - Genie:us
- 2019년 4월 5일 서은광,이민혁,이창섭 - [Digital Single] 미안해
- 2019년 4월 11일 (여자)아이들 - 그녀의 사생활 OST Part.1
- 2019년 4월 11일 임현식 - 온더캠퍼스 OST Part.4
- 2019년 4월 15일 후이,진호, 우석 - 으라차차 와이키키 시즌2 OST Part.4
- 2019년 4월 22일 오승희, 장예은 - 국민 여러분! OST Part.3
- 2019년 4월 29일 가을로 가는 기차 - [Digital Single] 우산을 쓰고
- 2019년 5월 13일 프니엘 - [Digital Single] B.O.D
- 2019년 5월 29일 CLC - [Digital Single] ME(美)
- 2019년 6월 26일 (여자)아이들 - [Digital Single] Uh-Oh
- 2019년 6월 27일 정일훈 - 절대그이 OST Part.7[32]
- 2019년 7월 5일 가을로 가는 기차 - 여름아 부탁해 OST Part.15
- 2019년 7월 7일 후이,진호,키노,우석 - 조선생존기 OST Part.4
- 2019년 7월 9일 미연 - [Digital Single] Cart[71]
- 2019년 7월 17일 펜타곤 - SUM(ME:R)
- 2019년 7월 31일 프니엘 - [Digital  Single] FLY23
- 2019년 7월 31일 (여자)아이들 - [Japan] LATATA
- 2019년 8월 27일 프니엘 - [Digital Single] Flip
- 2019년 9월 6일 CLC - [Digital Single] Devil
- 2019년 9월 6일 가을로 가는 기차 - 태양의 계절 OST Part.9
- 2019년 10월 14일 임현식 - RENDEZ-VOUS
- 2019년 10월 18일 (여자)아이들 - 퀸덤 <팬도라의 상자> Part. 1 [72]
- 2019년 10월 25일 (여자)아이들 - [Digital Single] LION[73]
- 2019년 11월 11일 전소연 - [Digital Single] Giants[74]
- 2019년 11월 30일 펜타곤 - [Digital Single] 투유 프로젝트 - 슈가맨3 Part.1[75]
- 2019년 12월 26일 육성재 - [Digital Single] 3X2=6 Part 1
- 2019년 12월 28일 후이 - 초콜릿 OST Part.8

## 2020년대
- 2020년 1월 16일 육성재 - [Digital Single] 3X2=6 Part 2
- 2020년 1월 31일 임현식 - RENDEZ-VOUS (Live)
- 2020년 2월 1일 (여자)아이들 - [Digital Single] 투유 프로젝트 - 슈가맨3 Part.8[76]
- 2020년 2월 6일 육성재 - [Digital Single] 3X2=6 Part 3
- 2020년 2월 12일 펜타곤 - UNIVERSE : THE BLACK HALL
- 2020년 3월 2일 육성재 - YOOK O'clock
- 2020년 3월 30일 펜타곤 - [Japan Digital Single] COSMO
- 2020년 4월 6일 (여자)아이들 - I trust
- 2020년 4월 18일 진호 - 빅픽처 하우스 OST Part.3[77]
- 2020년 5월 15일 (여자)아이들 - [Digital Single] LATATA (English Ver.)
- 2020년 5월 15일 펜타곤 - [Digital Single] 로드 투 킹덤 <나의 노래> Part.1
- 2020년 5월 21일 서은광 - [Digital Single] 서랍[78]
- 2020년 6월 4일 육성재 - 쌍갑포차 OST Part.2
- 2020년 6월 8일 서은광 - FoRest : Entrance
- 2020년 6월 12일 펜타곤 - [Digital Single] Basquiat[79]
- 2020년 7월 7일 (여자)아이들 - [Digital Single] i'M THE TREND
- 2020년 7월 21일 임현식 - [Digital Single] 남아있어
- 2020년 8월 3일 (여자)아이들 - [Digital Single] 덤디덤디 (DUMDi DUMDi)
- 2020년 8월 26일 (여자)아이들 - [Japan] Oh my god
- 2020년 8월 29일 (여자)아이들 - [Digital Single] The Baddest[80]
- 2020년 9월 1일 서은광 - [Digital Single] With A Song[81]
- 2020년 9월 2일 CLC - [Digital Single] HELICOPTER
- 2020년 9월 8일 서은광 - 연애는 귀찮지만 외로운 건 싫어! OST Part.3
- 2020년 9월 16일 펜타곤 - 트웬티 트웬티 OST Part.1
- 2020년 9월 23일 펜타곤 - [Japan] UNIVERSE : THE HISTORY
- 2020년 10월 11일 민니 - 나의 위험한 아내 OST Part.2
- 2020년 10월 12일 펜타곤 - WE:TH
- 2020년 10월 15일 민니,미연 - 도도솔솔라라솔 OST Part.4
- 2020년 11월 16일 비투비 포유 - INSIDE
- 2020년 11월 26일 미연 - 구미호뎐 OST Part.8
- 2020년 11월 27일 조권 - [Digital Single] 첫 페이지[82]
- 2020년 12월 2일 비투비 포유 - [Japan Digital Single] Show Your Love
- 2020년 12월 17일 장현승 - [Digital Single] 차가운 너의 손을 따스히 감싸주고 싶어
- 2020년 12월 18일 펜타곤 - [Digital Single] 불꽃
- 2021년 1월 11일 (여자)아이들 - I burn
- 2021년 1월 28일 펜타곤 - 리플레이 OST Part.1
- 2021년 2월 14일 프니엘 - [Digital Single] Valentine
- 2021년 2월 16일 서은광 - 리플레이 OST Part.5
- 2021년 2월 19일 미연 - 리플레이 OST Part.6
- 2021년 2월 23일 서은광 - 웹툰 도굴왕 OST Part.1
- 2021년 3월 9일 CLC - 오늘부터 계약연애 OST
- 2021년 3월 15일 펜타곤 - LOVE or TAKE
- 2021년 3월 23일 SORN - [Digital Single] RUN
- 2021년 4월 29일 (여자)아이들 - [Digital Single] Last Dance (Prod. GroovyRoom)
- 2021년 5월 13일 우기 - [Digital Single] A Page
- 2021년 5월 21일 키노 - [Digital Single] UNORDINARY SUNDAY VOL.02[83]
- 2021년 5월 28일 미연 - [Digital Single] 너는 나의 숨이였다
- 2021년 5월 28일 비투비[84] - [Digital Single] 피날레 (Show And Prove)[85]
- 2021년 6월 10일 LIGHTSUM - [Digital Single] Vanilla
- 2021년 6월 13일 비투비 - [Digital Single] Blue Moon (Cinema Ver.)
- 2021년 6월 17일 후이 - 월간 집 OST Part.1
- 2021년 6월 23일 펜타곤 - [Japan] DO or NOT
- 2021년 7월 1일 후이 - [Digital Single] TESSERACT (Prod. CIX)
- 2021년 7월 5일 전소연 - Windy
- 2021년 8월 11일 이은지 - [Digital Single] ParaPara Queen (dgg X Flex M)
- 2021년 8월 18일 유토,키노,우석 - [Digital Single] Cerberus
- 2021년 8월 30일 비투비 - 4U : OUTSIDE
- 2021년 9월 3일 유선호 - 우수무당 가두심 OST Part.3
- 2021년 10월 13일 LIGHTSUM - [Digital Single] Light A Wish
- 2021년 10월 27일 비투비 - [Japan] Outsider
- 2021년 10월 29일 전소연 - [Digital Single] New Vision[86]
- 2021년 11월 5일 이민혁 - [Digital Single] 알아 (Good Night)
- 2021년 11월 21일 미연 - 어른 연습생 OST Part.2
- 2021년 12월 6일 서은광 - 너의 밤이 되어줄게 OST Part.3
- 2021년 12월 13일 서은광 - [Digital Single] 12월 32일[87]
- 2021년 12월 17일 오승희,키노 - 펌킨타임 OST[88]
- 2021년 12월 18일 LIGHTSUM - 벨라의 꿈 OST Part.1
- 2022년 1월 4일 전소연 - [Digital Single] 스트릿댄스 걸스 파이터 (SGF) Special[89]
- 2022년 1월 7일 펜타곤 - @계정을 삭제하였습니다 OST Part.2
- 2022년 1월 14일 오승희 - 시간의 멜로디 OST[90]
- 2022년 1월 24일 서은광 - 꽃 피면 달 생각하고 OST Part.7
- 2022년 1월 24일 펜타곤 - IN:VITE U
- 2022년 2월 8일 미연 - 꽃 피면 달 생각하고 OST Part.8
- 2022년 2월 12일 소연 - [Digital Single] [Vol.124] 유희열의 스케치북 With you : 여든 한번째 목소리 '유스케 X 소연 ((여자)아이들)'
- 2022년 2월 19일 소연 - [Digital Single] [Vol.125] 유희열의 스케치북 With you : 여든 한번째 목소리 '유스케 X 소연 ((여자)아이들)'
- 2022년 2월 21일 비투비 - Be Together
- 2022년 3월 14일 (여자)아이들 - I NEVER DIE
- 2022년 4월 20일 소연 - 지금부터 쇼타임 OST Part.1
- 2022년 4월 27일 미연 - MY
- 2022년 5월 4일 진호 - 너에게 가는 속도 493km OST Part.4
- 2022년 5월 7일 임현식 - [Digital Single] [Vol.135] 유희열의 스케치북 With you : 여든 여덟 번째 목소리 '유스케 X 임지훈, 임현식 (비투비)'[91]
- 2022년 5월 20일 (여자)아이들 - [Digital Single] TOMBOY (R3HAB Remix)[92]
- 2022년 5월 24일 LIGHTSUM - Into The Light
- 2022년 6월 10일 이창섭 - 닥터로이어 OST Part.1
- 2022년 6월 21일 민니 - 링크: 먹고 사랑하라, 죽이게 OST Part.2
- 2022년 6월 27일 이민혁 - BOOM
- 2022년 8월 9일 키노 - [Digital Single] POSE
- 2022년 8월 20일 전소연 - [Digital Single] The Ball Is Round (공은 둥글어)[93]
- 2022년 8월 28일 조권 - [Digital Single] 안부[94]
- 2022년 9월 6일 이창섭 - [Digital Single] reissue #001 'SURRENDER'
- 2022년 9월 14일 펜타곤 - [Japan] Feelin' Like
- 2022년 9월 30일 펜타곤 - [Digital Single] KCON 2022 SAUDI ARABIA SIGNATURE SONG
- 2022년 10월 17일 (여자)아이들 - I Love
- 2022년 10월 27일 서은광 - 엘소드 OST : Invincible
- 2022년 12월 16일 (여자)아이들 - [Digital Single] Nxde (Steve Aoki Remix)[95]
- 2022년 12월 17일 서은광 - 금혼령, 조선 혼인 금지령 OST Part.1
- 2023년 1월 26일 민니 - 모든 게 착각이었다 OST Part.2
- 2023년 2월 4일 미연 - 에버소울 OST (Cover)
- 2023년 2월 6일 미연,우기 - 연애대전 OST Part.1
- 2023년 2월 9일 민니 - 모든 게 착각이었다 OST Remix
- 2023년 2월 23일 우기 - 신데렐라는 내가 아니었다 OST Part.1[96]
- 2023년 3월 9일 민니 - [Digital Single] Expectations[97]
- 2023년 3월 31일 이창섭 - 조선변호사 오리지널 사운드 트랙 1
- 2023년 4월 26일 민니 - [Digital Single] Pink Your Moment
- 2023년 5월 2일 비투비 - Wind And Wish
- 2023년 5월 10일 펜타곤 - [Japan Digital Single] 詩 (Shh)
- 2023년 5월 15일 (여자)아이들 - I feel
- 2023년 5월 19일 이창섭 - [Digital Single] 사랑했나봐
- 2023년 6월 5일 이창섭 - 시작은 첫키스 OST Part.7
- 2023년 7월 14일 (여자)아이들 - [Digital Single] I Do
- 2023년 7월 18일 후이 - [Digital Single] Whale
- 2023년 8월 20일 미연 - 연인 OST Part.4
- 2023년 8월 23일 소연 - [Digital Single] 아무너케
- 2023년 8월 30일 펜타곤 - [Japan] PADO
- 2023년 9월 3일 서은광 - [Digital Single] 그남자
- 2023년 9월 8일 펜타곤 - [Digital Single] 결국 (Love is Pain)
- 2023년 10월 6일 (여자)아이들 - HEAT
- 2023년 10월 10일 펜타곤 - [Digital Single] 약속
- 2023년 10월 11일 LIGHTSUM - Honey or Spice
- 2023년 10월 27일 이은지 - [Digital Single] Be Myself[98]
- 2023년 11월 4일 민니 - [Digital Single] [THE 시즌즈 VolⅡ. 8] <악뮤의 오날오밤> ReːWake x 민니
- 2023년 11월 15일 민니 - 오늘도 사랑스럽개 OST Part. 2 : 타이밍
- 2023년 11월 16일 전소연 - [Digital Single] Nobody[99]
- 2023년 12월 6일 미연 - 엘소드 OST : Milestone
- 2023년 12월 14일 우기 - [Digital Single] Fire![100]
- 2024년 1월 16일 후이 - WHU IS ME : Complex
- 2024년 1월 22일 (여자)아이들 - [Digital Single] Wife[101]
- 2024년 1월 29일 (여자)아이들 - 2
- 2024년 2월 27일 우기 - 내 남편과 결혼해줘 OST Special Track
- 2024년 3월 8일 (여자)아이들 - [Digital Single] Abracadabra [THE 시즌즈: 이효리의 레드카펫]
- 2024년 3월 15일 (여자)아이들 - [Digital Single] This Time Around[102]
- 2024년 3월 22일 미연 - 연애남매 OST Part.2
- 2024년 4월 2일 NOWADAYS - [Digital Single] NOWADAYS
- 2024년 4월 5일 우기 - [Digital Single] Could It Be
- 2024년 4월 23일 우기 - YUQ1
- 2024년 5월 3일 조권 - [Digital Single] 친구의 고백
- 2024년 7월 8일 (여자)아이들 - I SWAY
- 2024년 7월 16일 NOWADAYS - [Digital Single] Rainy Day (비가 오는 날엔)
- 2024년 8월 7일 LIGHTSUM - [Digital Single] POSE!
- 2024년 8월 13일 후이 - [Digital Single] Easy dance[103]
- 2024년 8월 24일 진호 - [Digital Single] So High (나쁜 기억 지우개 X 진호 (펜타곤))
- 2024년 8월 27일 NOWADAYS - [Digital Single] NOWHERE
- 2024년 8월 28일 진호 - [Japan] CHO:RD
- 2024년 9월 9일 후이 - 손해 보기 싫어서 OST Part.3
- 2024년 9월 19일 진호 - CHO:RD
- 2024년 10월 6일 후이 - [Digital Single] 잡초[104]
- 2024년 10월 17일 우기 - 강매강 OST Part.2
- 2024년 10월 26일 진호 - [Digital Single] Music Collaboration - 듣고 싶어
- 2024년 11월 3일 후이 - 정숙한 세일즈 OST Part.4
- 2024년 11월 9일 미연 - [Digital Single] 기도 (한류 시작 20th 프로젝트 Part.3)[105]
- 2024년 11월 21일 NOWADAYS - [Digital Single] 렛츠기릿 (Let's get it)
- 2024년 12월 24일 미연 - [Digital Single] 기도 (Ver.Acoustic) (한류 시작 20th 프로젝트 Part.4)
- 2024년 12월 24일 후이 - [Digital Single] WHU IS KEVIN
- 2025년 1월 21일 민니 - HER
- 2025년 1월 25일 민니 - 나의 완벽한 비서 OST Part.7
- 2025년 2월 12일 미연 - 웹툰 '괴력난신' OST Part.1
- 2025년 2월 17일 후이 - [Digital Single] My Memory (한류 시작 20th 프로젝트 Part.5)
- 2025년 3월 17일 우기 - [Digital Single] Radio (Dum-Dum)
- 2025년 3월 21일 민니 - 웹툰 '괴력난신' OST Part.2
- 2025년 3월 23일 후이 - [Digital Single] 눈물 나게
- 2025년 4월 16일 미연 - [Digital Single] Glow Up (’Hearts' Series vol. 1)[106]
- 2025년 4월 26일 민니 - 언젠가는 슬기로울 전공의생활 OST Part.5
- 2025년 5월 2일 아이들 - We are i-dle
- 2025년 5월 19일 아이들 - We are
- 2025년 6월 17일 NOWZ - [Digital Single] 자유롭게 날아 (Feat. 우기 (YUQI))[107]
- 2025년 6월 19일 후이 - 남주의 첫날밤을 가져버렸다 OST Part.2[108]
- 2025년 6월 23일 NOWZ - [Digital Single] 자유롭게 날아 (Feat. 우기 (YUQI)) (Chinese Ver.)
- 2025년 6월 27일 전소연 - [Digital Single] 내 이름 맑음 [THE 시즌즈: 박보검의 칸타빌레]
- 2025년 6월 29일 후이 - [Digital Single] 오래된 노래[109]
- 2025년 7월 3일 아이들 - ′나 혼자만 레벨업:ARISE′ OST
- 2025년 7월 9일 NOWZ - IGNITION
- 2025년 7월 15일 미연 - 견우와 선녀 OST Part.5
- 2025년 9월 ?일 우기 - 미정
- 2025년 10월 3일 아이들 - [Japan] i-dle

## 같이 보기
- 큐브 엔터테인먼트
- 포미닛의 음반 목록
- 비스트의 음반 목록